# Lycksele tingshus
Lycksele tingshus var en byggnad i Lycksele, ritad av Svante Svensons ritkontor i Karlshamn och färdigställd 1907. Byggnaden förstördes helt den 20 maj 2004 som resultat av en mordbrand.
Lycksele tingsrätt var därefter under flera år hänvisades till provisoriska lokaler. I januari 2012 invigdes det nya tingshuset i Lycksele av justitieminister Beatrice Ask. Tingshuset är centralt beläget i staden på Bångvägen, mittemot buss- och järnvägsstationen.